# FK Jedinstvo Bijelo Polje
Maillots
Actualités
Dernière mise à jour : 20 novembre 2024.
Le Fudbalski klub Jedinstvo Bijelo Polje (en monténégrin : Фудбалскли клуб Јединство Бијело Поље), plus couramment abrégé en FK Jedinstvo, est un club monténégrin de football fondé en 1922 et basé dans la ville de Bijelo Polje.

## Historique
- 1922 : fondation du club

## Palmarès
| Compétitions nationales                                               | Compétitions yougoslaves                                             |
| --------------------------------------------------------------------- | -------------------------------------------------------------------- |
| - Championnat du Monténégro D2 (2) : - Champion : 2015-16 et 2021-22. | - Championnat de Serbie-et-Monténégro D2 (1) : - Champion : 2004-05. |

## Entraîneurs du club
- Sreten Avramović
- Slobodan Halilović